# Temporada 2006 del fútbol ecuatoriano
La Temporada 2006 del fútbol ecuatoriano abarca todas las actividades relativas a campeonatos de fútbol profesional, nacionales e internacionales, disputados por clubes ecuatorianos, y por las selecciones nacionales de este país, en sus diversas categorías, durante 2006.
| Categoría         | Campeonato                            | Campeón                                       | Título                 |
| ----------------- | ------------------------------------- | --------------------------------------------- | ---------------------- |
| Serie A           | Campeonato Nacional 2006              | Club Deportivo El Nacional                    | 13.er Título           |
| Serie B           | Primera Etapa 2006 Segunda Etapa 2006 | Club Deportivo Azogues Imbabura Sporting Club | 1er Título 1.er Título |
| Segunda Categoría | Segunda Categoría 2006                | Club Social, Cultural y Deportivo Brasilia    | 1.er Título            |

## Torneos locales (Campeonatos regulares)

### Serie A

#### Primera Etapa
Clasificación
|    | Equipo           | PTS | PJ | PG | PE | PP | GF | GC | DG  | Bon |
| -- | ---------------- | --- | -- | -- | -- | -- | -- | -- | --- | --- |
| 1  | Liga de Quito    | 31  | 18 | 8  | 7  | 3  | 31 | 16 | +15 | +3  |
| 2  | El Nacional      | 31  | 18 | 8  | 7  | 3  | 29 | 19 | +10 | +2  |
| 3  | Olmedo           | 31  | 18 | 9  | 4  | 5  | 27 | 20 | +7  | +1  |
| 4  | Emelec           | 31  | 18 | 8  | 7  | 3  | 24 | 18 | +6  | 0   |
| 5  | Deportivo Quito  | 22  | 18 | 6  | 4  | 8  | 21 | 25 | -4  | 0   |
| 6  | Barcelona        | 21  | 18 | 6  | 3  | 9  | 21 | 32 | -11 | 0   |
| 7  | Aucas            | 20  | 18 | 4  | 8  | 6  | 16 | 14 | +2  | 0   |
| 8  | Deportivo Cuenca | 20  | 18 | 5  | 5  | 8  | 27 | 28 | -1  | 0   |
| 9  | Macará           | 19  | 18 | 5  | 4  | 9  | 16 | 28 | -12 | 0   |
| 10 | Espoli           | 18  | 18 | 5  | 3  | 10 | 23 | 35 | -12 | 0   |

|  | A Liguilla Final |
|  | Descendió        |

#### Segunda Etapa
Clasificación
|    | Equipo            | PTS | PJ | PG | PE | PP | GF | GC | DG  | Bon |
| -- | ----------------- | --- | -- | -- | -- | -- | -- | -- | --- | --- |
| 1  | El Nacional       | 31  | 18 | 8  | 7  | 3  | 31 | 16 | +15 | +3  |
| 2  | Emelec            | 31  | 18 | 8  | 7  | 3  | 29 | 19 | +10 | +2  |
| 3  | Barcelona         | 31  | 18 | 9  | 4  | 5  | 27 | 20 | +7  | +1  |
| 4  | Olmedo            | 31  | 18 | 8  | 7  | 3  | 24 | 18 | +6  | 0   |
| 5  | Deportivo Quito   | 22  | 18 | 6  | 4  | 8  | 21 | 25 | -4  | 0   |
| 6  | Liga de Quito     | 21  | 18 | 6  | 3  | 9  | 21 | 32 | -11 | 0   |
| 7  | Deportivo Cuenca  | 20  | 18 | 4  | 8  | 6  | 16 | 14 | +2  | 0   |
| 8  | Macará de Ambato  | 20  | 18 | 5  | 5  | 8  | 27 | 28 | -1  | 0   |
| 9  | Deportivo Azogues | 19  | 18 | 5  | 4  | 9  | 16 | 28 | -12 | 0   |
| 10 | Aucas             | 18  | 18 | 5  | 3  | 10 | 23 | 35 | -12 | 0   |

|  | A Liguilla Final |
|  | Descendió        |

#### Liguilla Final
Clasificación
|   | Equipo          | PTS | PJ | PG | PE | PP | GF | GC | DG | Bon |
| - | --------------- | --- | -- | -- | -- | -- | -- | -- | -- | --- |
| 1 | El Nacional     | 19  | 10 | 3  | 5  | 2  | 16 | 11 | +5 | +5  |
| 2 | Emelec          | 17  | 10 | 4  | 3  | 3  | 20 | 17 | +3 | +2  |
| 3 | Liga de Quito   | 16  | 10 | 3  | 4  | 3  | 17 | 13 | +4 | +3  |
| 4 | Olmedo          | 15  | 10 | 3  | 5  | 2  | 14 | 12 | +2 | +1  |
| 5 | Barcelona       | 14  | 10 | 3  | 4  | 3  | 10 | 15 | -5 | +1  |
| 6 | Deportivo Quito | 10  | 10 | 3  | 1  | 6  | 14 | 23 | -9 | 0   |

|  | Clasificados a Copa Libertadores |

### Serie B

#### Primera Etapa
Clasificación
|  |     | Equipo                | PJ | PG | PE | PP | GF | GC | DG  | PTS |
|  | --- | --------------------- | -- | -- | -- | -- | -- | -- | --- | --- |
|  | 1.  | Deportivo Azogues     | 18 | 10 | 5  | 3  | 45 | 23 | +22 | 35  |
|  | 2.  | Universidad Católica  | 18 | 8  | 7  | 3  | 25 | 18 | +7  | 31  |
|  | 3.  | Manta F.C.            | 18 | 8  | 5  | 5  | 38 | 29 | +9  | 29  |
|  | 4.  | Técnico Universitario | 18 | 9  | 2  | 7  | 26 | 27 | -1  | 29  |
|  | 5.  | Liga de Loja          | 18 | 6  | 7  | 5  | 20 | 18 | +2  | 25  |
|  | 6.  | Imbabura S.C.         | 18 | 6  | 6  | 6  | 29 | 27 | +2  | 24  |
|  | 7.  | Delfín S.C.           | 18 | 6  | 3  | 9  | 21 | 25 | -4  | 21  |
|  | 8.  | Liga de Portoviejo    | 18 | 3  | 10 | 5  | 20 | 25 | -5  | 19  |
|  | 9.  | Deportivo Quevedo     | 18 | 1  | 9  | 8  | 19 | 34 | -15 | 12  |
|  | 10. | Esmeraldas Petrolero  | 18 | 3  | 6  | 9  | 16 | 33 | -17 | 11  |

Pts = Puntos; PJ = Partidos jugados; G = Partidos ganados; E = Partidos empatados; P = Partidos perdidos; GF = Goles anotados; GC = Goles recibidos; Dif = Diferencia de gol
- El Esmeraldas Petrolero fue sancionado con la pérdida de 4 puntos.

|  | Ascendió a la Serie A |

#### Segunda Etapa
Clasificación
|  |     | Equipo                | PJ | PG | PE | PP | GF | GC | DG  | PTS |
|  | --- | --------------------- | -- | -- | -- | -- | -- | -- | --- | --- |
|  | 1.  | Imbabura S.C.         | 18 | 11 | 4  | 3  | 27 | 20 | +7  | 37  |
|  | 2.  | Universidad Católica  | 18 | 11 | 3  | 4  | 29 | 16 | +13 | 36  |
|  | 3.  | Técnico Universitario | 18 | 8  | 3  | 7  | 22 | 16 | +6  | 27  |
|  | 4.  | Liga de Loja          | 18 | 6  | 8  | 4  | 23 | 22 | +1  | 26  |
|  | 5.  | Espoli                | 18 | 6  | 6  | 6  | 30 | 22 | +8  | 24  |
|  | 6.  | Esmeraldas Petrolero  | 18 | 6  | 4  | 8  | 21 | 27 | -6  | 22  |
|  | 7.  | Liga de Portoviejo    | 18 | 5  | 6  | 7  | 28 | 32 | -4  | 21  |
|  | 8.  | Delfín S.C.           | 18 | 5  | 6  | 7  | 24 | 30 | -6  | 21  |
|  | 9.  | Manta F.C.            | 18 | 5  | 5  | 8  | 21 | 22 | -1  | 20  |
|  | 10. | Deportivo Quevedo     | 18 | 2  | 5  | 11 | 13 | 31 | -18 | 11  |

Pts = Puntos; PJ = Partidos jugados; G = Partidos ganados; E = Partidos empatados; P = Partidos perdidos; GF = Goles anotados; GC = Goles recibidos; Dif = Diferencia de gol
|  | Ascendió a la Serie A |

#### Tabla Acumulada
Clasificación
|  |     | Equipo                | PJ | PG | PE | PP | GF | GC | DG  | PTS |
|  | --- | --------------------- | -- | -- | -- | -- | -- | -- | --- | --- |
|  | 1.  | Universidad Católica  | 36 | 19 | 10 | 7  | 54 | 34 | +20 | 67  |
|  | 2.  | Imbabura S.C.         | 36 | 17 | 10 | 9  | 56 | 47 | +9  | 61  |
|  | 3.  | Técnico Universitario | 36 | 17 | 5  | 14 | 48 | 43 | +5  | 56  |
|  | 4.  | Liga de Loja          | 36 | 12 | 15 | 9  | 43 | 40 | +3  | 51  |
|  | 5.  | Manta F.C.            | 36 | 13 | 10 | 13 | 59 | 51 | +8  | 49  |
|  | 6.  | Delfín S.C.           | 36 | 11 | 9  | 16 | 45 | 55 | -10 | 42  |
|  | 7.  | Liga de Portoviejo    | 36 | 8  | 16 | 12 | 48 | 57 | -9  | 40  |
|  | 8.  | Deportivo Azogues     | 18 | 10 | 5  | 3  | 45 | 23 | +22 | 35  |
|  | 9.  | Esmeraldas Petrolero  | 36 | 9  | 10 | 17 | 37 | 60 | -23 | 33  |
|  | 10. | Deportivo Quevedo     | 36 | 3  | 14 | 19 | 32 | 65 | -33 | 23  |

Pts = Puntos; PJ = Partidos jugados; G = Partidos ganados; E = Partidos empatados; P = Partidos perdidos; GF = Goles anotados; GC = Goles recibidos; Dif = Diferencia de gol
- El Esmeraldas Petrolero fue sancionado con la pérdida de 4 puntos.

|  | Campeón del Apertura ascendió a la Serie A |
|  | Campeón del Clausura ascendió a la Serie A |
|  | Descendió a la Segunda Categoría           |

### Segunda Categoría

#### Zona 1
Clasificación
|    | Equipo             | PJ | PG | PE | PP | GF | GC | DG | PTS |
| -- | ------------------ | -- | -- | -- | -- | -- | -- | -- | --- |
| 1° | Valle del Chota    | 16 | 10 | 4  | 4  | 2  | 9  | 1  | +8  |
| 2° | C.S. Santo Domingo | 15 | 10 | 4  | 3  | 3  | 6  | 2  | +4  |
| 3° | S.D. Flamengo      | 14 | 10 | 4  | 2  | 4  | 2  | 8  | -6  |
| 4° | Deportivo Alecus   | 11 | 10 | 3  | 2  | 5  | 1  | 9  | -8  |
| 5° | U.T. Equinoccial   | 8  | 9  | 2  | 2  | 5  | 1  | 15 | -14 |
| 6° | Deportivo Otavalo  | 8  | 9  | 3  | 5  | 1  | 1  | 16 | -15 |

|  | Clasifica a la siguiente fase |

#### Zona 2
Grupo A
|    | Equipo            | PJ | PG | PE | PP | GF | GC | DG | PTS |
| -- | ----------------- | -- | -- | -- | -- | -- | -- | -- | --- |
| 1° | Pastaza Moto Club | 14 | 6  | 4  | 2  | 0  | 6  | 21 | +15 |
| 2° | Unibolívar        | 13 | 6  | 4  | 1  | 1  | 6  | 1  | +5  |
| 3° | Cumandá           | 7  | 6  | 2  | 1  | 3  | 2  | 18 | -16 |
| 4° | Río Chimbo        | 0  | 6  | 0  | 0  | 6  | 1  | 25 | -24 |

|  | Clasifica a la siguiente fase |

Grupo B
|    | Equipo                 | PJ | PG | PE | PP | GF | GC | DG | PTS |
| -- | ---------------------- | -- | -- | -- | -- | -- | -- | -- | --- |
| 1° | Tungurahua S.C.        | 11 | 6  | 3  | 2  | 1  | 9  | 1  | +8  |
| 2° | Liga Politécnica       | 10 | 6  | 3  | 1  | 2  | 6  | 2  | +4  |
| 3° | Atlético Universitario | 6  | 5  | 2  | 0  | 3  | 2  | 8  | -6  |
| 4° | Deportivo Cevallos     | 4  | 5  | 1  | 1  | 3  | 1  | 5  | -4  |

|  | Clasifica a la siguiente fase |

#### Zona 3
Grupo A
|    | Equipo            | PJ | PG | PE | PP | GF | GC | DG | PTS |
| -- | ----------------- | -- | -- | -- | -- | -- | -- | -- | --- |
| 1° | Municipal Cañar   | 12 | 6  | 4  | 0  | 2  | 6  | 21 | +15 |
| 2° | Santa Rosa F.C.   | 11 | 6  | 3  | 2  | 1  | 6  | 1  | +5  |
| 3° | Huaquillas F.C.   | 8  | 5  | 2  | 2  | 1  | 2  | 18 | -16 |
| 4° | Deportivo Biblián | 0  | 5  | 0  | 0  | 5  | 1  | 25 | -24 |

|  | Clasifica a la siguiente fase |

Grupo B
|    | Equipo         | PJ | PG | PE | PP | GF | GC | DG | PTS |
| -- | -------------- | -- | -- | -- | -- | -- | -- | -- | --- |
| 1° | Liga de Cuenca | 16 | 6  | 5  | 1  | 0  | 9  | 1  | +8  |
| 2° | Tecni Club     | 10 | 6  | 3  | 1  | 2  | 6  | 2  | +4  |
| 3° | U.T.P. de Loja | 9  | 6  | 3  | 0  | 3  | 2  | 8  | -6  |
| 4° | Saragoza F.C.  | 0  | 6  | 0  | 0  | 6  | 1  | 5  | -4  |

|  | Clasifica a la siguiente fase |

#### Zona 4
Grupo A
|    | Equipo      | PJ | PG | PE | PP | GF | GC | DG | PTS |
| -- | ----------- | -- | -- | -- | -- | -- | -- | -- | --- |
| 1° | Brasilia    | 11 | 6  | 3  | 2  | 1  | 13 | 4  | +6  |
| 2° | C.S. Patria | 9  | 6  | 2  | 3  | 1  | 6  | 2  | +4  |
| 3° | Fedeguayas  | 9  | 6  | 2  | 3  | 1  | 2  | 8  | -6  |
| 4° | 5 de Agosto | 2  | 6  | 0  | 2  | 4  | 1  | 5  | -4  |

|  | Clasifica a la siguiente fase |

Grupo B
|    | Equipo               | PJ | PG | PE | PP | GF | GC | DG | PTS |
| -- | -------------------- | -- | -- | -- | -- | -- | -- | -- | --- |
| 1° | Venecia              | 10 | 6  | 3  | 3  | 1  | 13 | 4  | +6  |
| 2° | Grecia               | 10 | 6  | 3  | 3  | 1  | 6  | 2  | +4  |
| 3° | Politécnico          | 8  | 6  | 2  | 2  | 2  | 2  | 8  | -6  |
| 4° | Segundo Hoyos Jácome | 5  | 6  | 1  | 2  | 3  | 1  | 5  | -4  |

|  | Clasifica a la siguiente fase |

#### Segunda Fase
- El  Valle del Chota  clasificó por ganar la Zona 1.

- El  Pastaza Moto Club ganó la segunda fase al derrotar al Tungurahua S.C..

- El  Municipal Cañar ganó la segunda fase al derrotar a la Liga de Cuenca.

- El  Brasilia ganó la segunda fase al derrotar al Venecia.

#### Cuadrangular Final
Clasificación
|    | Equipo            | PJ | PG | PE | PP | GF | GC | DG | PTS |
| -- | ----------------- | -- | -- | -- | -- | -- | -- | -- | --- |
| 1° | Brasilia          | 10 | 6  | 3  | 1  | 2  | 6  | 1  | +5  |
| 2° | Municipal Cañar   | 8  | 6  | 2  | 2  | 2  | 6  | 1  | +5  |
| 3° | Pastaza Moto Club | 8  | 6  | 2  | 2  | 2  | 2  | 8  | -6  |
| 4° | Valle del Chota   | 7  | 6  | 2  | 1  | 3  | 1  | 5  | -4  |

|  | Ascendidos a la Serie B de Ecuador. |

## Ascensos y descensos
| Categorías                | Equipos descendidos                    | Equipos ascendidos              |
| ------------------------- | -------------------------------------- | ------------------------------- |
| Serie A Serie B           | Espoli Aucas                           | Deportivo Azogues Imbabura S.C. |
| Serie B Segunda Categoría | Esmeraldas Petrolero Deportivo Quevedo | Brasilia Municipal Cañar        |

## Torneos internacionales
Véase además Anexo:Clubes ecuatorianos en torneos internacionales

### Copa Libertadores
|  |    | Equipo           | Fase final             | PTS | PJ | PG | PE | PP | GF | GC | DG  |
|  | -- | ---------------- | ---------------------- | --- | -- | -- | -- | -- | -- | -- | --- |
|  | 1° | Liga de Quito    | Cuartos de final       | 19  | 10 | 6  | 1  | 3  | 23 | 12 | +11 |
|  | 2° | El Nacional      | Segunda fase (Grupo 8) | 6   | 6  | 1  | 3  | 2  | 8  | 10 | -2  |
|  | 3° | Deportivo Cuenca | Primera fase           | 1   | 2  | 0  | 1  | 1  | 1  | 4  | -3  |

### Copa Sudamericana
|  |    | Equipo        | Fase final       | PTS | PJ | PG | PE | PP | GF | GC | DG |
|  | -- | ------------- | ---------------- | --- | -- | -- | -- | -- | -- | -- | -- |
|  | 1° | El Nacional   | Octavos de final | 10  | 6  | 3  | 1  | 2  | 9  | 8  | +1 |
|  | 2° | Liga de Quito | Primera fase     | 1   | 2  | 0  | 1  | 1  | 3  | 4  | -1 |